# 森寛子
森 寛子（もり ひろこ、元治元年3月15日（1864年4月20日） - 昭和18年（1943年）11月2日）は、日本の華族。岩倉具視公爵六女。有馬頼萬伯爵夫人。森有礼子爵夫人。作家の有馬頼義、フランス文学者の森有正は孫。初名は恒子（つねこ）。

## 生涯
明治14年（1881年）旧久留米藩主家の伯爵有馬頼萬に嫁いだ。同16年（1883年）に長女・禎子を、翌17年（1884年）に長男・頼寧を産んだ。しかし、翌18年（1885年）2月、実家岩倉家に帰りそのまま離婚した。
明治19年（1886年）、当時文部大臣の森有礼と再婚し、先妻の常の残した二児の母となる。明（有礼にとっては三男）を産んだ。同22年（1889年）2月に有礼が暗殺され、有礼と共に過ごしたのはわずか1年7か月であった。
明治36年（1904年）日本基督教会富士見町教会で次男、三男と共に植村正久から受洗した。
昭和18年（1943年）、80歳で死没。